# Гай Юлий Авит
Гай Юлий Авит (на латински: Gaius Iulius Avitus) e политик и сенатор на Римската империя през 2 век. Произлиза от фамилията Юлии с когномен Авит.
През 149 г. той е суфектконсул заедно с Квинт Пасиен Лицин.